# Берёзовка (Глусский район)
Берёзовка (бел. Бярозаўка) — агрогородок в Глусском районе Могилёвской области Республики Беларусь. В составе Катковского сельсовета.

## История
До 2013 года деревня входила в состав Берёзовского сельсовета.

## Население
- 1999 год — 367 человек
- 2009 год — 300 человек
- 2022 год — 240 человек